# Durgapur, Netrokona
Durgapur är ett underdistrikt i Bangladesh. Det ligger i den nordöstra delen av landet, 160 km norr om huvudstaden Dhaka.
Trakten runt Durgapur består till största delen av jordbruksmark. Runt Durgapur är det tätbefolkat, med 683 invånare per kvadratkilometer.